# Ahsha Rolle
Pour les articles homonymes, voir Rolle.
Ahsha Rolle (née le 21 mars 1985 à Miami, Floride) est une joueuse de tennis américaine, professionnelle depuis 2004.
Ahsha Rolle a commencé à jouer à l'âge de 9 ans, après que son frère lui ait fait découvrir le tennis. Ses meilleurs coups sont son service et son coup droit.
Ses surfaces de prédilection sont le gazon et le dur.

## Palmarès

### Titre en simple dames
Aucun

### Finale en simple dames
Aucune

### Titre en double dames
Aucun

### Finale en double dames
Aucune

## Parcours en Grand Chelem

### En simple dames
| Année | Open d'Australie | Open d'Australie | Internationaux de France | Internationaux de France | Wimbledon | Wimbledon | US Open         | US Open          |
| ----- | ---------------- | ---------------- | ------------------------ | ------------------------ | --------- | --------- | --------------- | ---------------- |
| 2006  | -                | -                | -                        | -                        | -         | -         | 1er tour (1/64) | Alona Bondarenko |
| 2007  | 1er tour (1/64)  | L. Domínguez     | -                        | -                        | -         | -         | 3e tour (1/16)  | Dinara Safina    |
| 2008  | -                | -                | -                        | -                        | -         | -         | 1er tour (1/64) | C. Wozniacki     |

À droite du résultat, l’ultime adversaire.

### En double dames
| Année | Open d'Australie | Open d'Australie | Internationaux de France | Internationaux de France | Wimbledon                   | Wimbledon               | US Open                       | US Open                     |
| ----- | ---------------- | ---------------- | ------------------------ | ------------------------ | --------------------------- | ----------------------- | ----------------------------- | --------------------------- |
| 2005  | -                | -                | -                        | -                        | -                           | -                       | 2e tour (1/16) Neha Uberoi    | A.-L. Grönefeld Navrátilová |
| 2006  | -                | -                | -                        | -                        | 1er tour (1/32) L. Osterloh | S. Cohen M. J. Martínez | 1er tour (1/32) L. Osterloh   | Navrátilová Nadia Petrova   |
| 2007  | -                | -                | -                        | -                        | -                           | -                       | 1er tour (1/32) Angela Haynes | Vania King Émilie Loit      |
| 2008  | -                | -                | -                        | -                        | -                           | -                       | 1er tour (1/32) Angela Haynes | L. Dekmeijere T. Pironkova  |
| 2009  | -                | -                | -                        | -                        | -                           | -                       | 1er tour (1/32) Riza Zalameda | M. Kirilenko Elena Vesnina  |
| 2011  | -                | -                | -                        | -                        | -                           | -                       | 1er tour (1/32) Melanie Oudin | S. Arvidsson V. Dushevina   |

Sous le résultat, la partenaire ; à droite, l’ultime équipe adverse.

### En double mixte
N'a jamais participé à un tableau final.

## Parcours en Fed Cup
| #                                                                | Date       | Lieu   | Surface      | Gagnante(s)         | Perdante(s)   | Score    |          |
|                                                                  |            |        |              |                     |               |          |          |
| 2008 - 1/2 finale (groupe mondial) - Russie - États-Unis - 3 : 2 |            |        |              |                     |               |          |          |
| 1                                                                | 26/04/2008 | Moscou | Terre (int.) | Svetlana Kuznetsova | Ahsha Rolle   | 6-2, 6-1 | Parcours |
| 1                                                                | 26/04/2008 | Moscou | Terre (int.) | Ahsha Rolle         | Elena Vesnina | 6-3, 6-4 | Parcours |

## Classements WTA

### Classements en simple en fin de saison
| Année | 2001 | 2002 | 2003 | 2004 | 2005 | 2006 | 2007 | 2008 | 2009 | 2010 | 2011 | 2012 |
| Rang  | 904  | 821  | 652  | 369  | 175  | 129  | 116  | 215  | 392  | 282  | 290  | 724  |

Source : (en) « Classements de Ahsha Rolle », sur le site officiel du WTA Tour

### Classements en double en fin de saison
| Année | 2001 | 2002 | 2003 | 2004 | 2005 | 2006 | 2007 | 2008 | 2009 | 2010 | 2011 | 2012 |
| Rang  | 944  | 647  | 540  | 261  | 149  | 158  | 362  | 377  | 143  | 167  | 123  | 711  |

Source : (en) « Classements de Ahsha Rolle », sur le site officiel du WTA Tour